# زبان اویرات
زبان اویرات (Ойрад) متعلق به گروه زبان‌های مغولی‌تبار است. محققان در مورد اینکه آیا اویرات را به عنوان یک زبان جدا یا یکی از گویش‌های اصلی زبان مغولی در نظر بگیرند، اختلاف نظر دارند.
مناطق اویرات‌زبان در منتهی‌الیه غربی مغولستان، شمال غرب جمهوری خلق چین و کرانه خزری روسیه پراکنده‌اند. در کرانه دریای خزر عمده‌ترین شکل این زبان، زبان قالمیق است. اویرات در چین به‌طور عمده در سین‌کیانگ صحبت می‌شود و در گانسو هم گویشور دارد.